# Johann Schenen
Johann Schenen, auch Johann Schienen (* um 1470 in Zell (Mosel); † 9. Juni 1544 in Trier) war ein deutscher Abt im Kloster St. Marien in Trier.

## Leben
Er stammte ebenso wie sein Onkel, dem Trierer Weihbischof Nicolaus Schienen aus Zell an der Mosel. Zu diesem Familienkreis zählte auch Johannes III. Schienen von Zell, der ebenfalls Abt in Trier war. Johann Schenen wurde 1526 zum Abt der Benediktinerabtei St. Marien in Trier gewählt und behielt dieses Amt bis zu seinem Tod im Jahre 1544. Ein kostbares Evangeliar mit Gemmen, das er hatte binden lassen, ist seit der Belagerung Triers im Jahre 1552 durch den Markgrafen Albrecht von Brandenburg nicht mehr auffindbar.